# Gliegerkarspitze
Gliegerkarspitze är en bergstopp i Österrike.   Den ligger i distriktet Reutte och förbundslandet Tyrolen, i den västra delen av landet, 500 km väster om huvudstaden Wien. Toppen på Gliegerkarspitze är 2 577 meter över havet, eller 141 meter över den omgivande terrängen. Bredden vid basen är 1,1 km.
Terrängen runt Gliegerkarspitze är huvudsakligen bergig. Runt Gliegerkarspitze är det ganska glesbefolkat, med 28 invånare per kvadratkilometer.. Närmaste större samhälle är Tannheim, 17,1 km norr om Gliegerkarspitze. 
I omgivningarna runt Gliegerkarspitze växer i huvudsak barrskog.